# XX. Budapester Bezirk
Der XX. Bezirk der ungarischen Hauptstadt Budapest wird auch Pesterzsébet (deutsch: Pester Elisabethdorf, auch Pestelisabeth) genannt und liegt im südlichen Teil von Pest an der Donau. 
Pesterzsébet besteht überwiegend aus Wohngebäuden. Wirtschaftlich ist der Bezirk von untergeordneter Bedeutung. Eine wichtige Einrichtung ist das Ferénc-Jahn-Krankenhaus, im Volksmund auch dél-pesti („Südpester“) Krankenhaus genannt.

## Lage und Daten
Im Nordwesten wird Pesterzsébet durch die Határ út vom IX. Bezirk (Ferencváros) abgegrenzt. Im Nordosten bildet die Autobahn M5 die Trennlinie zum XIX. Bezirk (Kispest). Der XXIII. Bezirk (Soroksár) ist der südliche Nachbar. Im Westen, am gegenüberliegenden Ufer der Donau, deren dortige Verzweigung Ráckever oder auch Soroksárer Donau genannt wird, befindet sich der XXI. Bezirk (Csepel) auf der gleichnamigen Insel Csepel. Die beiden Stadtteile sind mit der Gubacsi-Brücke verbunden.
Der XX. Bezirk ist in die Stadtteile Gubacsipuszta, Kossuthfalva, Pacsirtatelep, Pesterzsébet und Pesterzsébet-Szabótelep untergliedert.
Mit einem Anteil von 2,3 % der gesamten Fläche der Stadt steht Pesterzsébet an 17. Stelle der 23 Bezirke. Hinsichtlich der Bevölkerungszahl befindet sich der Bezirk an 14. Stelle. Im Jahr 2003 waren 33.500 Personen erwerbstätig. Die Zahl der Rentner betrug 8.800.

## Verkehr
Als Wohnbezirk ist Pesterzsébet durch eine ruhige Verkehrslage gekennzeichnet. Die Hauptverkehrsstraßen Soroksári út im Nordwesten, die M5 im Nordosten sowie die Határ út lenken den Verkehr an den kleineren Straßen des Bezirks vorbei. Vom Süden her ist der XX. Bezirk mit der Ráckever HÉV oder mit der Eisenbahnlinie Kiskunhalas-Kelebia erreichbar. Beide Linien enden im Zentrum des Bezirks.

## Geschichte
Die Geschichte von Pesterzsébet beginnt mit der Gründung im Jahr 1870. Die Siedlung wurde nach Kaiserin Elisabeth von Österreich (bzw. Königin Elisabeth von Ungarn) benannt. 1897 erhielt sie den Rang einer Großgemeinde (nagyközség). Zur Zeit der Ungarischen Räterepublik (21. März 1918 bis 6. August 1919) wurde sie in Leninstadt umbenannt. Erst 1924 bekam sie den alten Namen zurück, als sie den Rang einer Stadt erhielt. Eine erneute Namensänderung in Pestszenterzsébet erfolgte 1932 zum 700. Todestag der Heiligen Elisabeth von Thüringen. Die kommunistischen Regierung Rákosis revidierte diese Änderung am 1. Januar 1950. Unter Eingliederung von Soroksár wurde Pesterzsébet zu diesem Datum Teil der Hauptstadt. Im Zuge des Zusammenbruchs des Regimes und der Neugestaltung der Verwaltung erhielt der Bezirk 1990 wieder den Namen Pestszenterzsébet. Zwei Jahre später wurde in einer Volksabstimmung die Abspaltung von Soroksár als eigenem Bezirk eingeleitet. Im Jahr 1994 wurde dies in der Gründung des XXIII. Bezirks realisiert. Seit 1999 trägt der XXI. Bezirk nun zum dritten Mal den Namen Pesterzsébet.

## Denkmäler

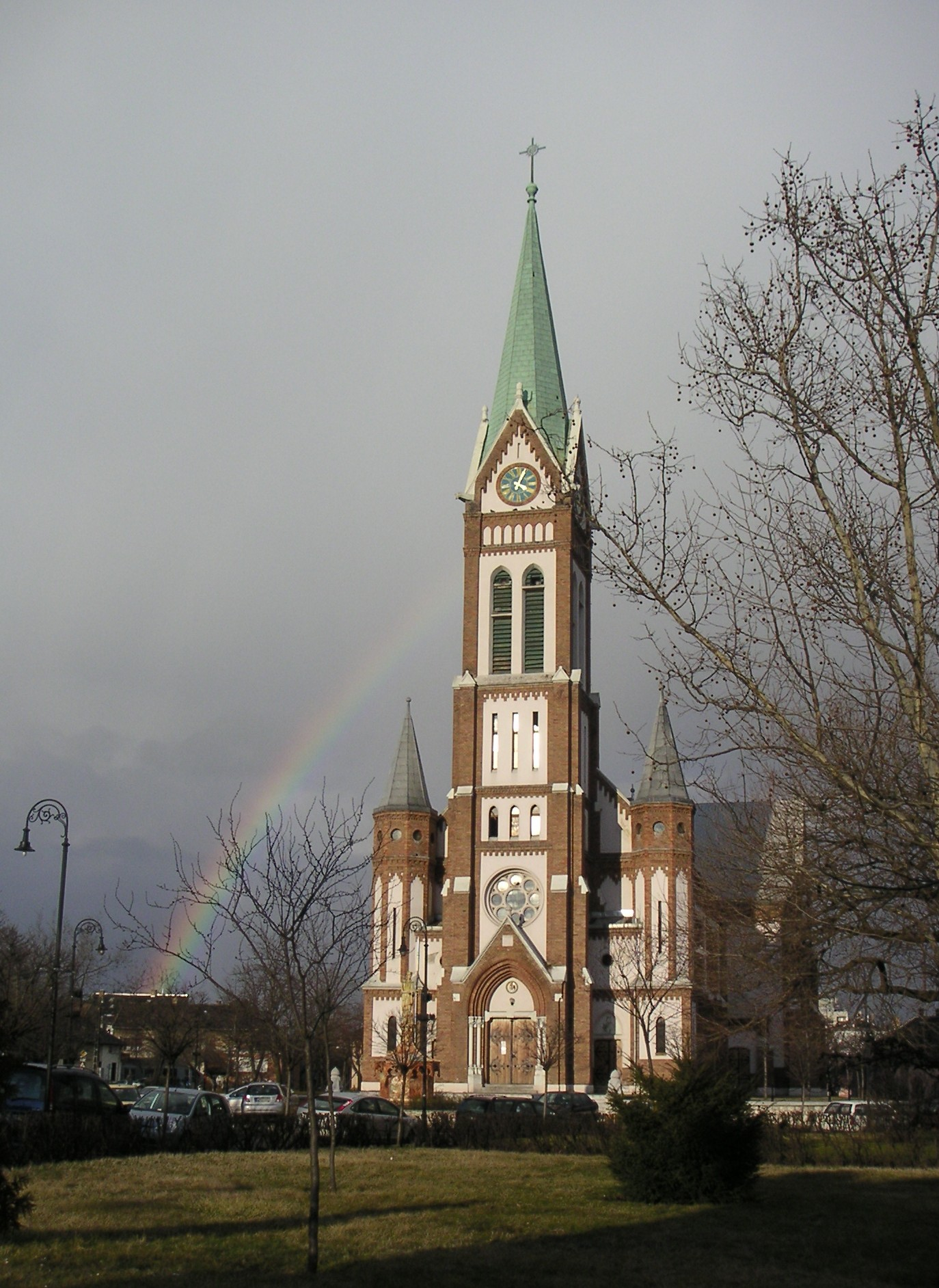
Die Plebanerkirche

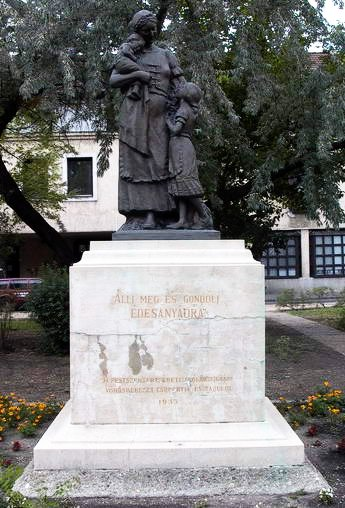
Statue zur Ehre der Mütter (1933)

Die alten Häuser im Zentrum wurden in den 1970er und 1980er Jahren größtenteils zerstört. An ihrer Stelle errichtete man moderne Wohngebiete. Eines der erhaltenen Denkmäler ist im Zopfstil gebaute Segítő Mária („Helfende Maria“) -Kapelle aus dem Ende des 18. Jahrhunderts. Am Szent Erzsébet tér befindet sich eine Plebanerkirche aus dem Jahr 1906. Die Fresken stammen von Sándor Nagy, einem bekannten Vertreter der Gödöllőer Schule. Am selben Platz befindet sich weiterhin die Anyák szobra („Statue der Mütter“) aus dem Jahr 1933. Ein geschütztes Baudenkmal ist das 1905–1906 errichtete Rathaus. Nach dem Zweiten Weltkrieg wurde es nur teilweise wiederaufgebaut. Es fehlen die beiden Türme, die Dachverzierungen und die Uhr. Vor dem Gebäude befindet sich die erste in Budapest aufgestellte Statue von Lajos Kossuth der Künstler János Horvay und Richárd Füredi. Ebenfalls von Bedeutung ist die alte Markthalle aus dem Jahr 1925. Geschützt ist auch das Gebäude des ehemaligen Pflum-Kino, das heute als Geschäftshaus genutzt wird. Außerdem gibt es einen Gedenkstein der Namensgeberin Königin Elisabeth sowie eine Statue zur Erinnerung an die Schutzheilige Elisabeth von Thüringen.
Seit dem Jahr 2000 hat sich das Erscheinungsbild des Bezirks geändert. Neben dem Rathaus ist ein Park entstanden, wo eine Sándor-Petőfi-Statue ihren Platz fand. Bei der Helsinki út wurde zusammen mit einer Partnerstadt ein Székelykapu („Szekler-Tor“), ein verziertes Tor aus Holz in traditionellem Stil aufgestellt. Daneben weht eine historische Fahne, die an den Vertrag von Trianon erinnert. In der Kossuth Lajos utca (im Volksmund sétáló utca, dt. „Spazierstraße“) wurden Dachbedeckungen und Parkbänke ausgetauscht. In der Nähe des Pfandhauses wurde ein Springbrunnen gebaut. In derselben Straße befindet sich auch eine Statue der Königin Elisabeth, die mit einem Hund dargestellt ist. Die Fassade des Rathauses wurde ebenfalls erneuert und ein Glockenspiel daran angebracht. Auch die Kirche in der Kossuth Lajos utca wurde restauriert. Seit November 2006 befindet sich eine weitere Kossuth-Statue im Zentrum des Bezirks.
Im Wohngebiet Gubacsi wurde im Oktober 2006 eine Eissporthalle eröffnet.

## Sehenswürdigkeiten

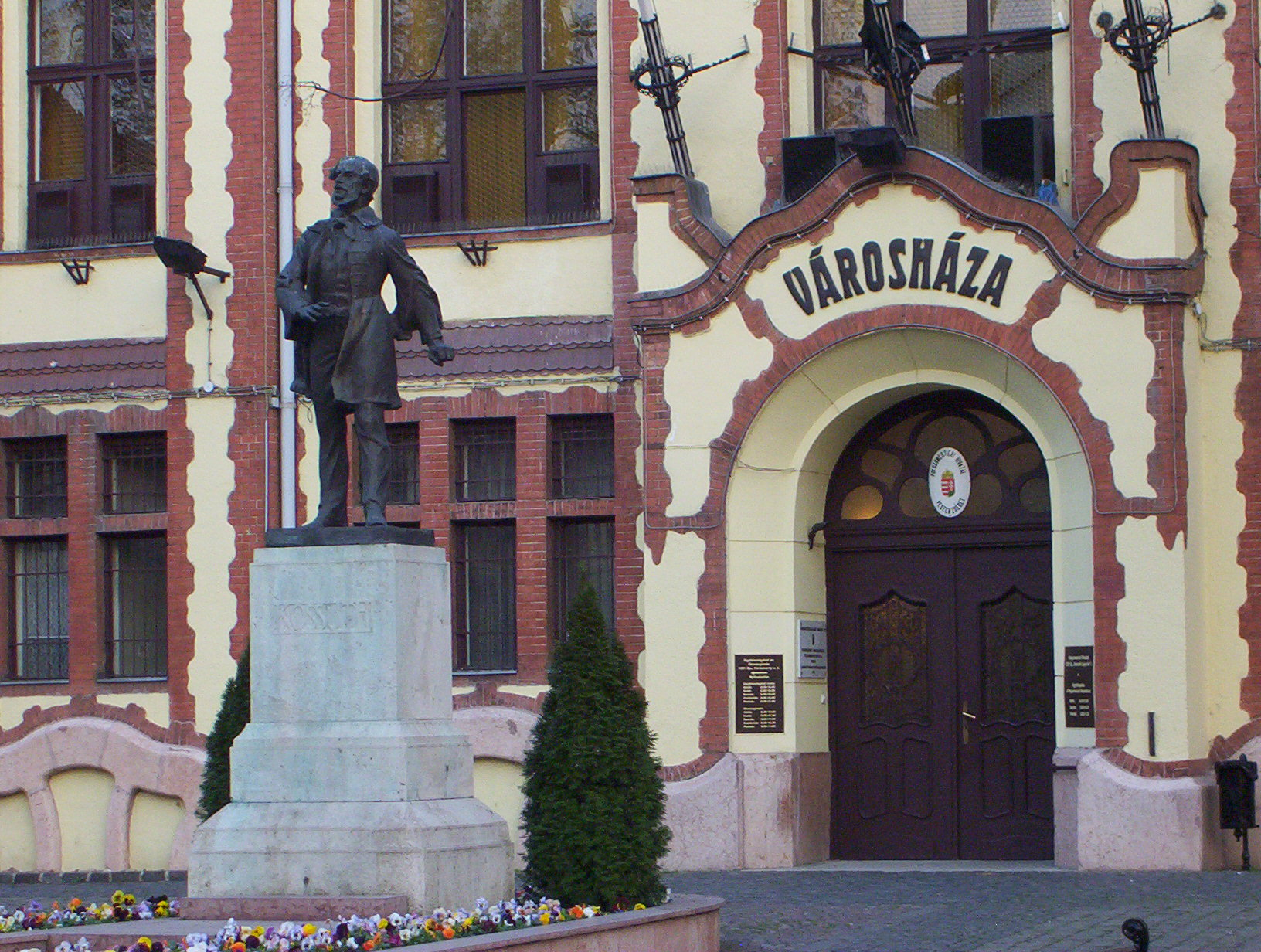
Das Rathaus mit der Kossuth-Statue im Vordergrund

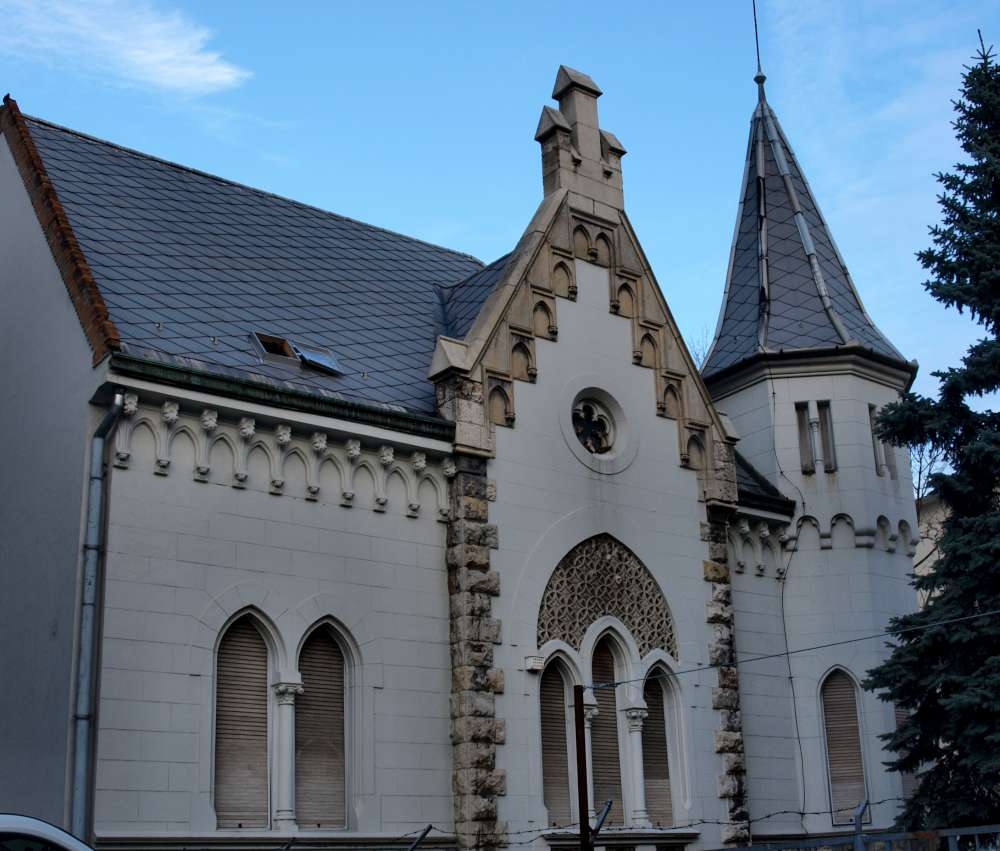
Die Bocsák-Villa

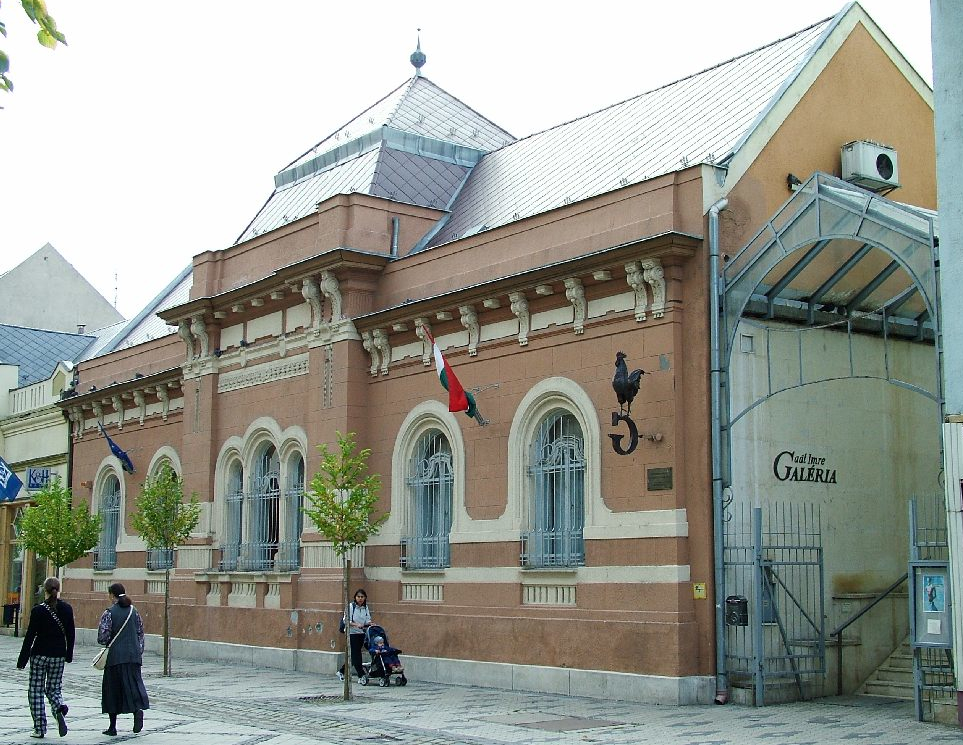
Die Imre Gaal-Galerie

Neben der Brücke nach Csepel, die auch einfach als átjáró („Übergang“) bezeichnet wird, steht das einzige Thermalbad mit jodhaltigem Salzwasser in Ungarn. Es gibt zwei Brunnen, von denen einer 43 °C warmes Wasser aus einer Tiefe von 644 m befördert. Der Brunnen mit salzhaltigem, 15 °C warmen Wasser wird aus 112 m Tiefe gespeist. Neben dem Thermalbad wurde auch ein Freibad gebaut, der aus wirtschaftlichen Gründen seit einigen Jahren geschlossen ist. Südlich des Bades reihen sich Bootshäuser. Dort befindet sich ein Zentrum für Wassersport mit mehreren Sportvereinen.
Die im neogotischen und eklektizistischen Stil gebaute Bocsák-Villa beherbergt heute das Museum Pesterzsébet. Die Kunstsammlung der Stadt ist in der Imre-Gaál-Galerie zu besichtigen, wo auch wechselnde Ausstellungen gezeigt werden.

## Kultur
- László-Lajtha-Künstlerschule (Lajtha László Művészeti Iskola)
- Kulturzentrum Csili
- Die Gratiszeitung Pesterzsébet erscheint seit 1979 monatlich. Sie wird von der lokalen Selbstverwaltung herausgegeben und informiert über gesellschaftliche, kulturelle und kommunalpolitische Ereignisse.

## Partnerstädte
- Székelykeresztúr, Rumänien
- Bölön, Rumänien
- Olgiate Comasco, Italien
- Frankfurt-Nord-Ost, Deutschland